# Demon Laplace’a
Demon Laplace’a – abstrakcyjna istota dysponująca kompletną wiedzą o położeniu wszystkich cząstek elementarnych Wszechświata oraz wszelkich siłach działających na nie; dzięki analizie tych danych zdolna do odtworzenia całej przeszłości i przewidzenia całej przyszłości ruchów wszystkich obiektów we Wszechświecie. Koncepcja demona Laplace’a reprezentuje filozofię determinizmu oraz fatalizmu.
W fizyce kwantowej taką możliwość wyklucza zasada nieoznaczoności, która sprawia, że niemożliwe jest dokładne poznanie stanu cząstki, a co za tym idzie, nie da się przewidzieć jej stanu w późniejszym czasie .